# Kyushu Keramiekmuseum
Het Kyushu Keramiekmuseum is een keramiekmuseum in Arita, op het Japanse eiland Kyushu.
In 1977 ontstond het plan om in de keramiekstad Arita een keramiekmuseum te bouwen. De plannen werden uitgevoerd en in 1980 was het museum klaar. De kosten voor het gebouw waren ruim 13 miljoen euro. Het museum herbergt een collectie meesterwerken van keramiek uit heel Japan, met de nadruk op Hizen-keramiek zoals Imari keramiek (Arita keramiek) en Karatsu keramiek. Wat betreft Imari keramiek (Arita keramiek) is er een brede collectie van hoogwaardige werken die de overgang van de vroege Edoperiode tot het einde van de Edoperiode weergeven. Verder werken die naar Europa werden geëxporteerd en opnieuw worden geïmporteerd. Naast oude keramiek uit de gehele Edoperiode, zijn er ook werken van hedendaagse keramiekkunstenaars uit Kyushu.

## Hoogtepunten van het museum
In de tentoonstellingshal van het museum bevindt zich een "Arita porseleinen karakuri-klok", die om de 30 minuten luidt. Deze klok werd gezamenlijk geproduceerd door negen Arita-pottenbakkers uit de prefectuur Saga.
Buiten het gebouw bevindt zich een klokkenspel (carillon), een Japans-Duitse samenwerking bestaande uit 25 porseleinen klokken gemaakt door de Meissen Porselein manufacturer in Meißen, Duitsland, en een in Japan vervaardigd klankinstrument. Van 9 uur 's morgens tot 5 uur 's middags worden liederen gespeeld die populair zijn in Japan en Duitsland, deze klanken zijn tot ver in de omgeving te horen.
Buiten het museum staat een fontein met daar bovenop een porseleinen witte feniks (vuurvogel), die in 1987 door de Meissen Porselein Manufacturer aan Arita werd geschonken. Het Meissen merk, de twee gekruiste zwaarden, staat op de achterkant van de vogel.
Er is een café op de derde verdieping van het gebouw.
In 1998 werd het museum geselecteerd als een van de 100 beste openbare gebouwen die destijds door het Ministerie van Bouw werden geselecteerd.

## Collectie van het museum
- Het echtpaar Shibata doneerde een groep van ongeveer 10.000 stukken keramiek, daterend uit de vroege Edoperiode tot het einde van de Edoperiode. Ongeveer 1.000 ervan zijn steeds te bezichtigen en men kan er de veranderingen in de stijl en de technieken die bij de productie van Arita-porselein werden gebruikt, zoals vormen en kleuren, volgen. Vanwege de historische waarde werd het in 2006 geregistreerd als een nationaal geregistreerd materieel cultureel bezit (kunstnijverheid).
- De Kambara collectie is een verzameling van Ko-Imari voorwerpen uit de 17e en 18e eeuw die naar Europa werden uitgevoerd en weer ingevoerd. Sommige producten hebben het opschrift "VOC", wat betekent dat ze besteld zijn door de Nederlandse Oost-Indische Compagnie. Het omvat ook in Europa en China vervaardigde producten die imitaties zijn van Imari porselein.
- De Shiraame collectie is een collectie van meesterwerken uit heel Japan, zoals Hizen porselein, Hagi aardewerk, Bizen aardewerk, Seto aardewerk, en Mino aardewerk.
- De Takatori collectie bestaat uit Serviesgoed, sake-sets, meubilair, schrijfgerei welke werden gebruikt op banketten en in theesalons om gasten te vermaken in de voormalige Takatori Iyoshi Residence (voormalige Takatori Residence) in Karatsu City, bekend als de kolenmijn-koning residence. Keramische voorwerpen zoals voornamelijk Hizen-keramiek, maar ook producten uit heel Japan en overzee.
- Ryuzan Aoki Collectie - Een verzameling van 62 werken van Ryuzan Aoki, een keramist uit Arita. 4-5 items worden maandelijks tentoongesteld.
- Nakazato Aian Collectie - Een verzameling van 13 werken van de in Karatsu geboren keramiek-kunstenaar Nakazato Aian, waarvan er enkele worden tentoongesteld.

## Belangrijkste stukken
- Een schaal op drie pootjes met het decor van drie reigers (Belangrijk Cultureel Bezit van Japan), Nabeshima-porselein.
- Groot bord Karatsu-waar, 1610-1640 (Saga-prefectuur Belangrijk Cultureel Bezit).
- Kakiemon-bord met shishi en pioenroos, 1670-1690 (Saga-prefectuur Belangrijk Cultureel Bezit).

## Galerij

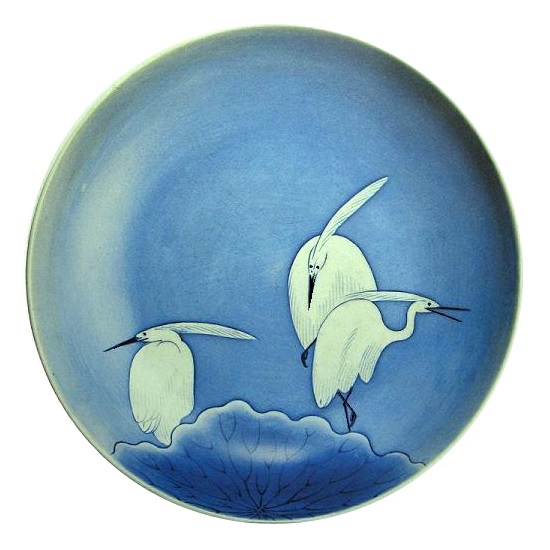
Driepoot met reigerdecor (Nabeshima-porselein), 1690-1710
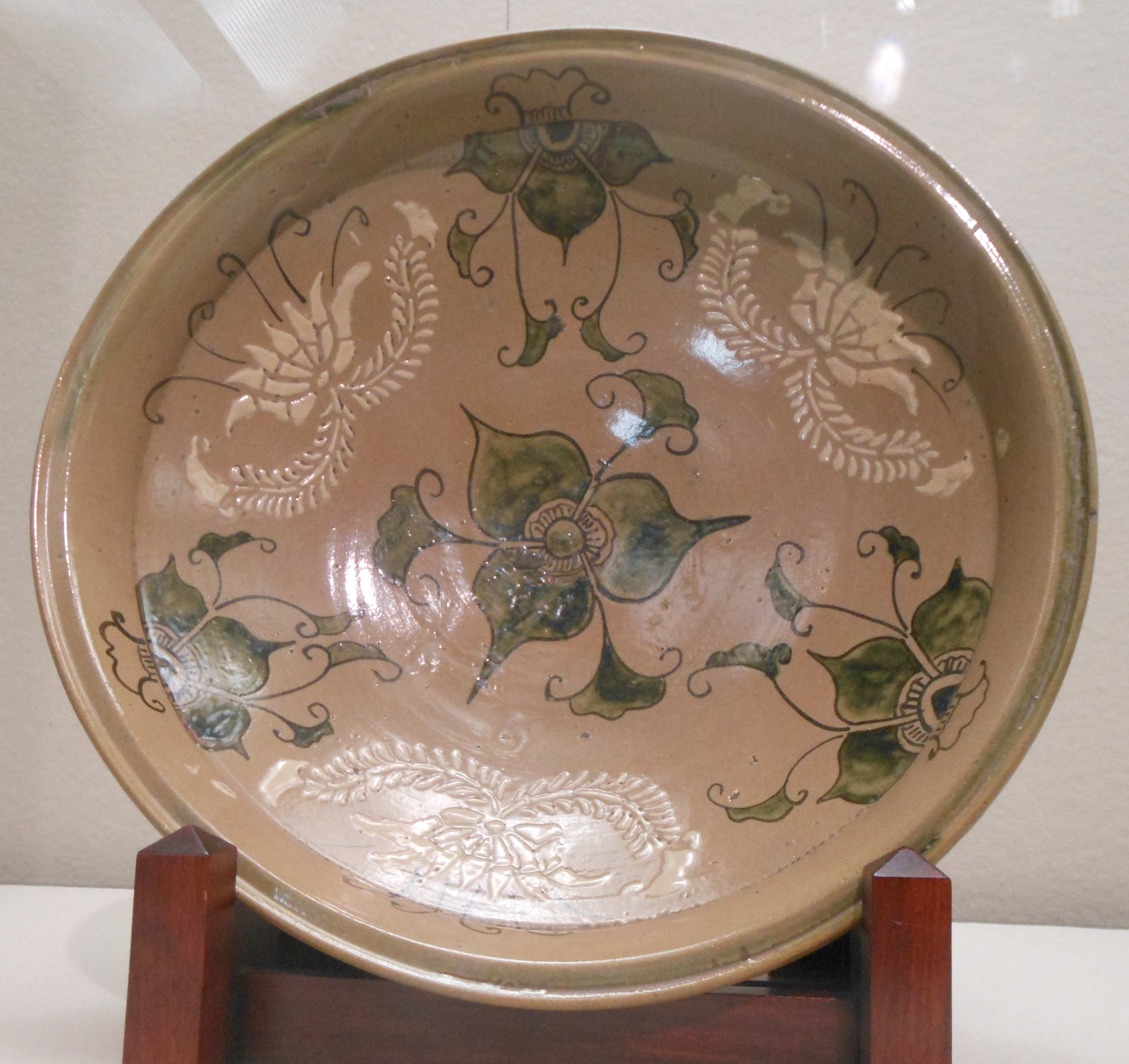
Groot bord Karatsu waar, 1610-1640
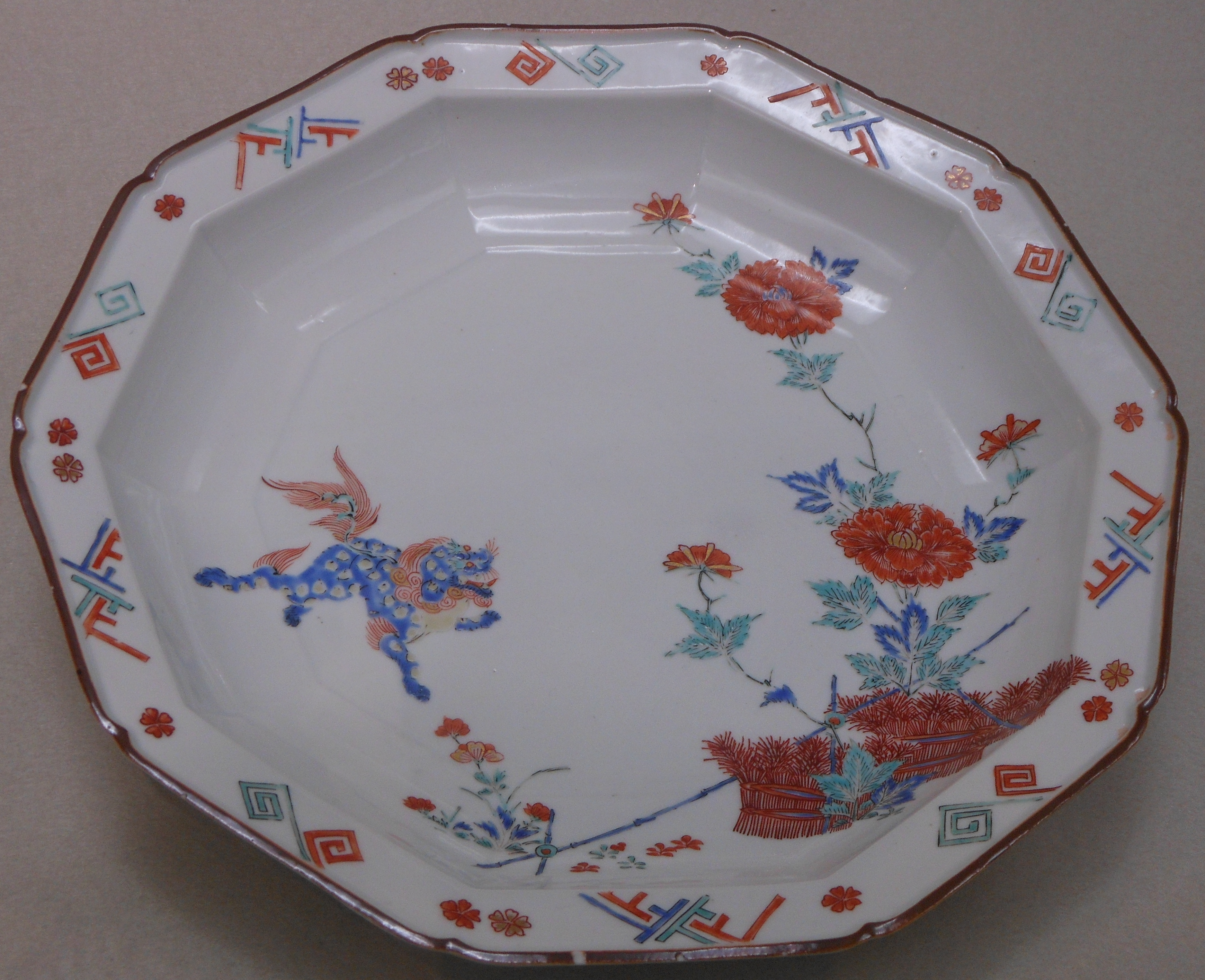
Kakiemon porselein met shishi en pioenroos, 1670-1690
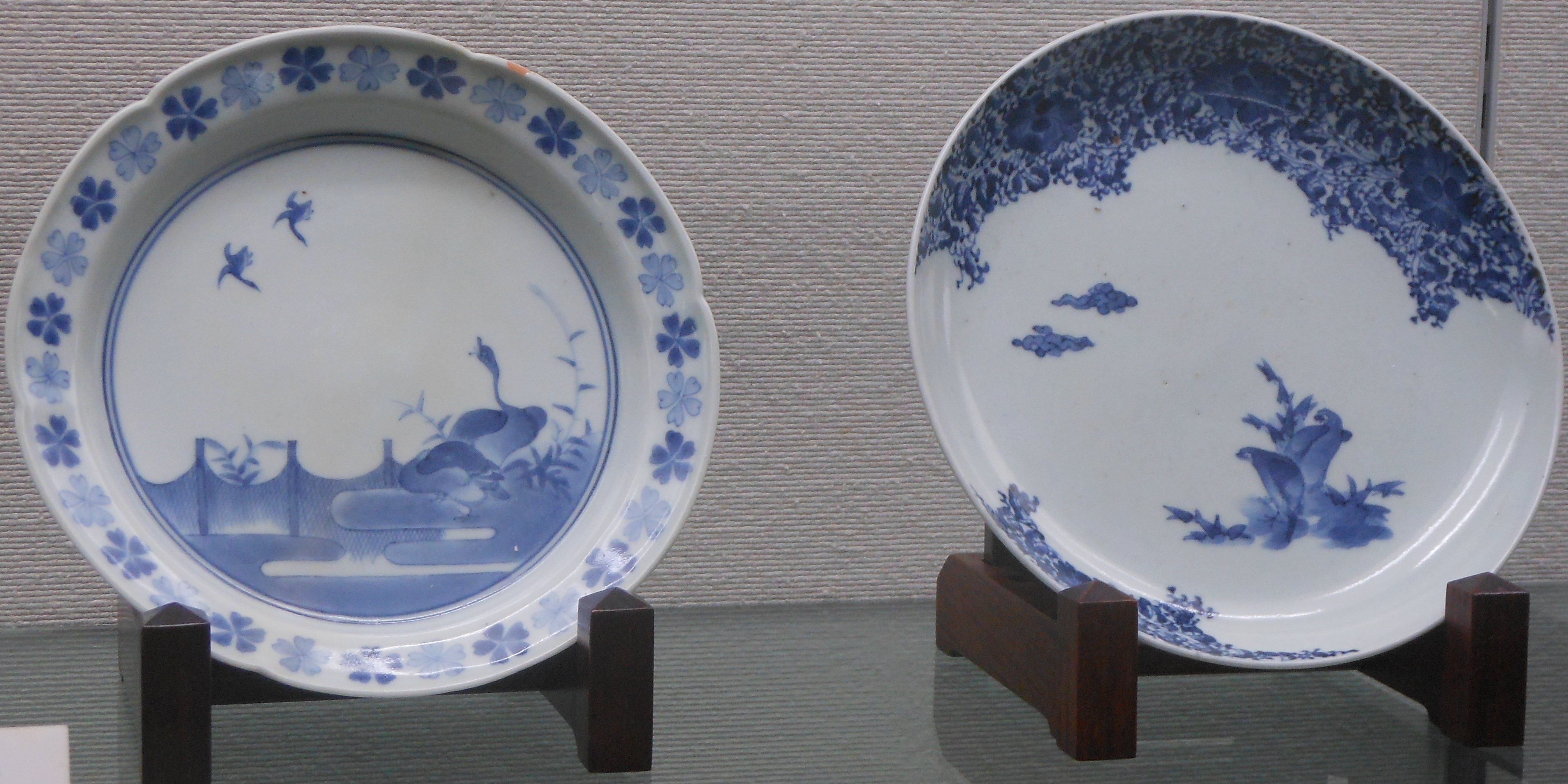
Blauw/wit Imari porselein, 1680-1700
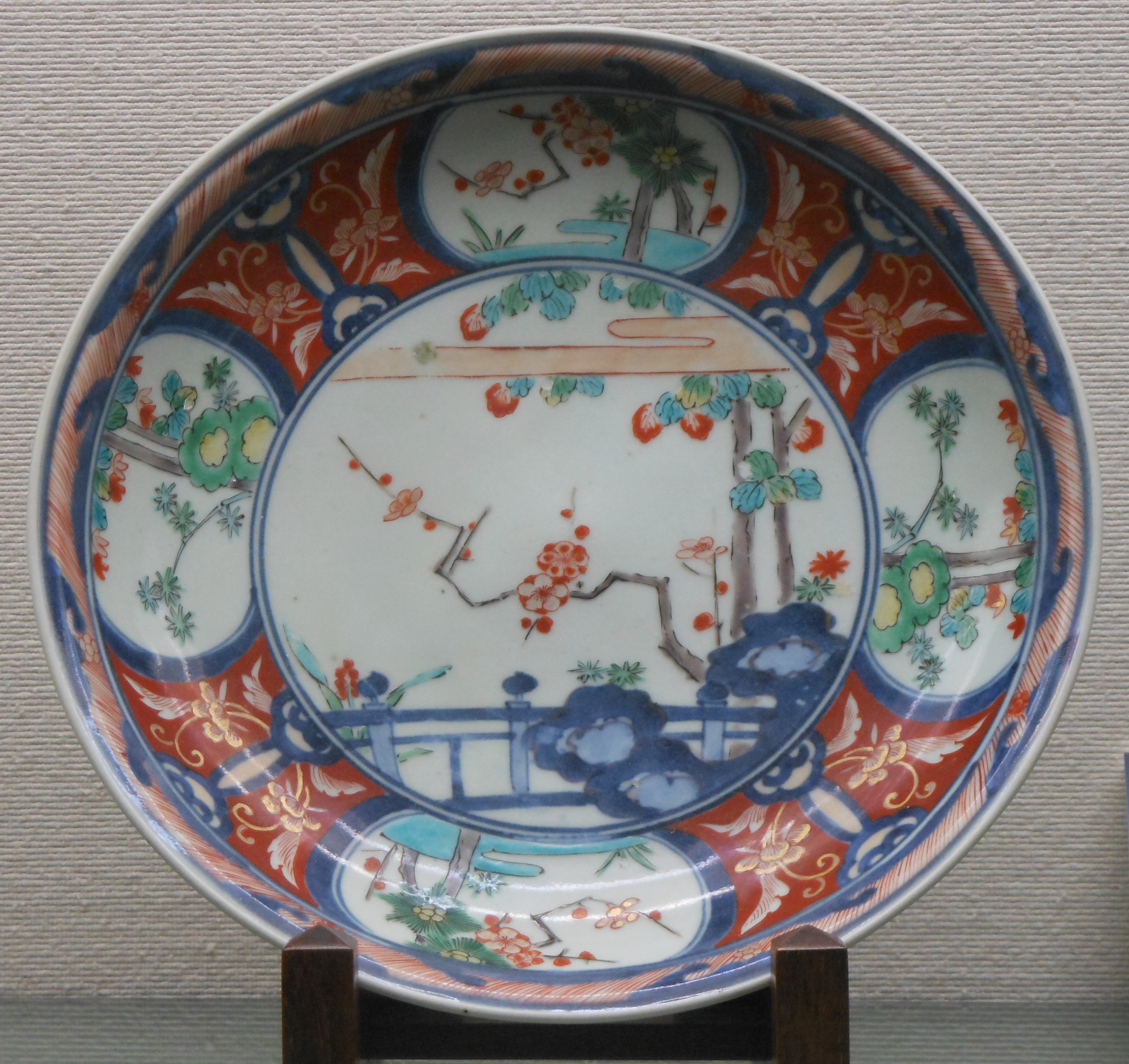
Iroe Imari porselein, 1700-1730
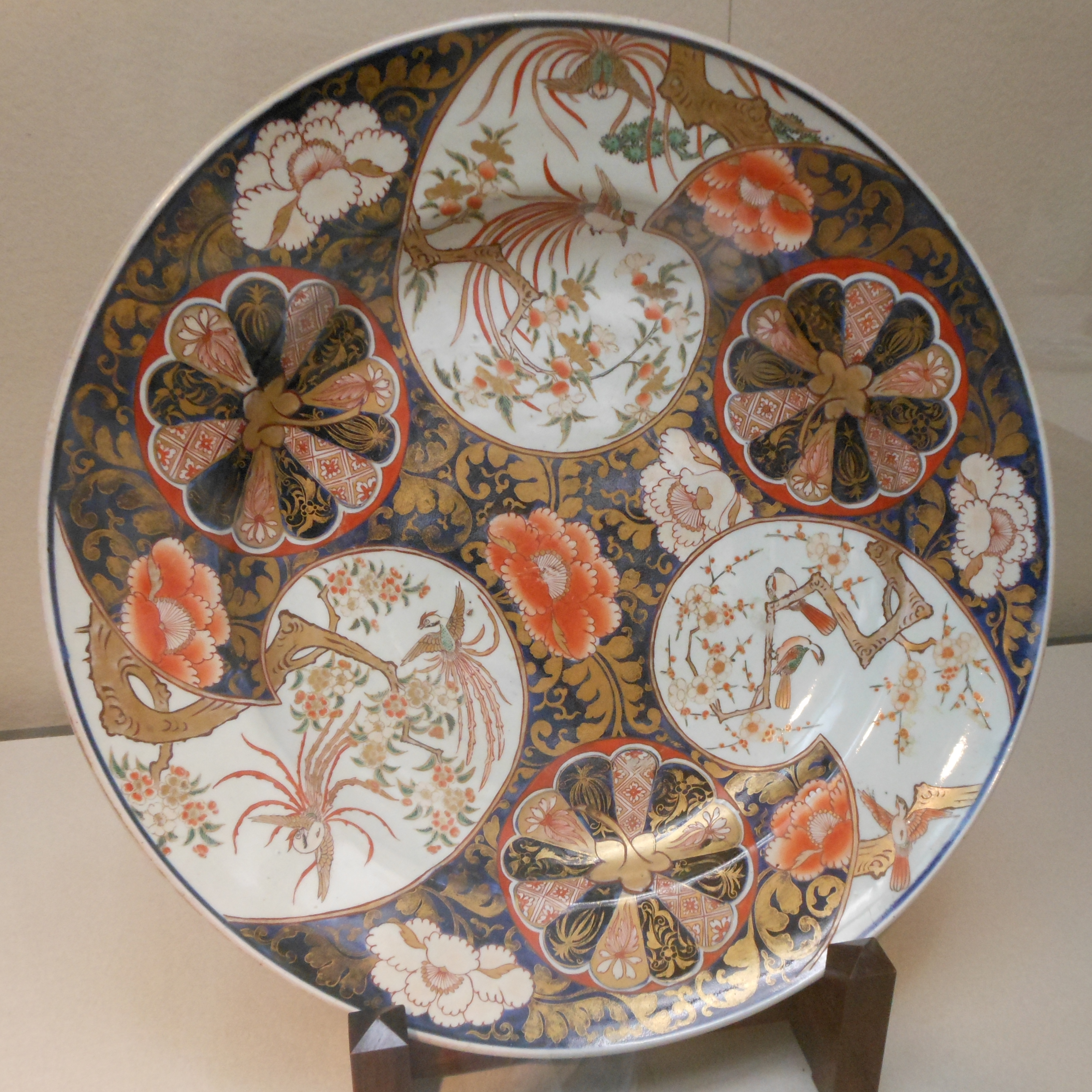
Iroe Imari 1700-1740
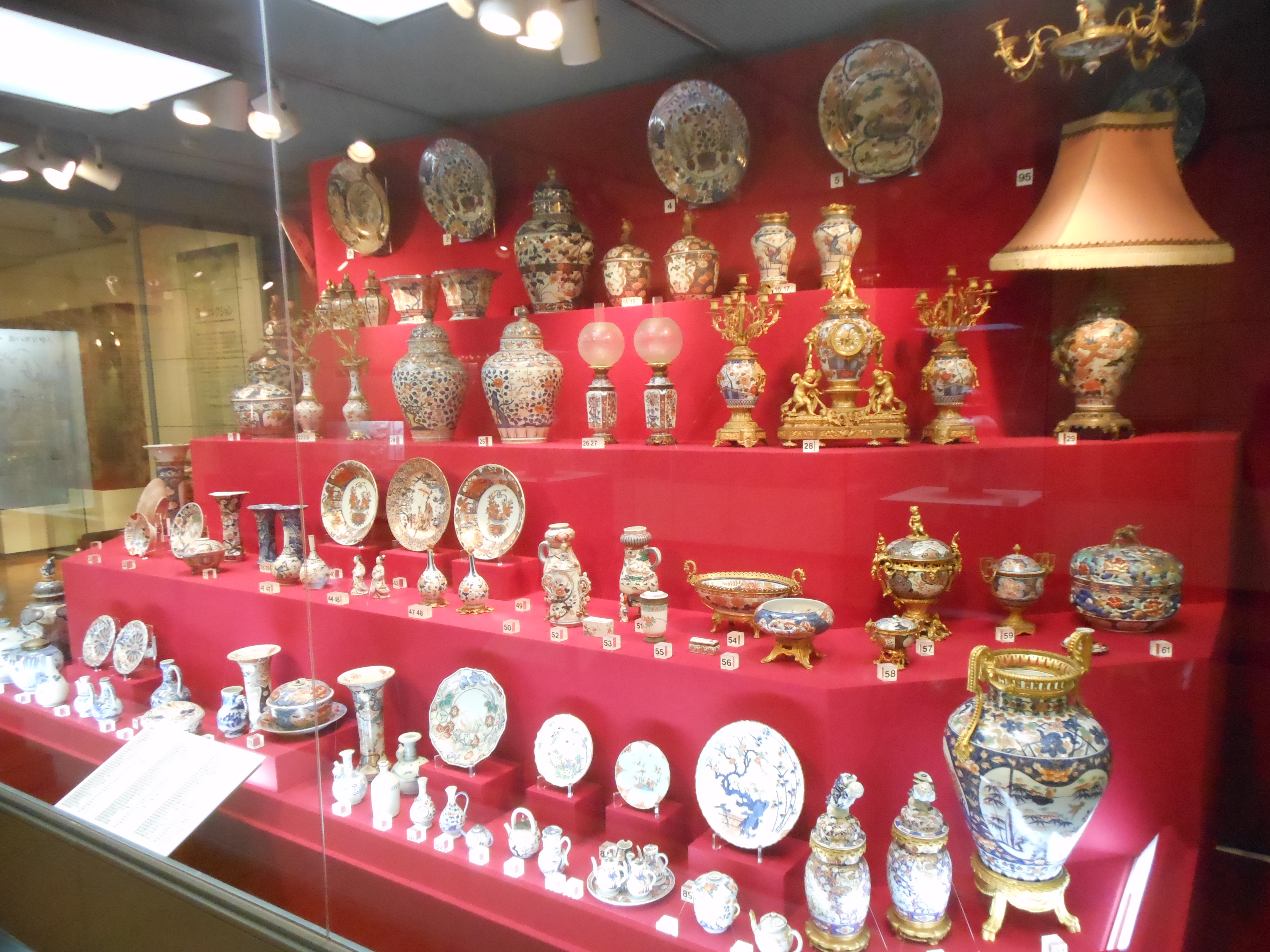
Kambara collectie 17e/18e eeuw

- CiNii: DA05210011
- International Standard Name Identifier: 0000 0001 1541 0094
- Library of Congress Control Number: n85206828
- Bibliotheek van het Japanse parlement: 00258097
- Nationale Bibliotheek van Tsjechië: kn20140408001
- Virtual International Authority File: 152015280